# Самоковска художествена школа
Самоковската школа е възрожденска художествена школа, която води началото си от края на 18 век. Нейно средище е град Самоков, но представителите ѝ работят по всички български краища.

## Живопис
Основоположник на Самоковската школа е зографът Христо Димитров от с. Доспей, работил в Македония и западните български земи. Неговите синове и внуци Захарий Зограф, Димитър Зограф, Станислав Доспевски, Никола Доспевски, Захарий Доспевски и Иван Доспевски също се занимават с живопис. Свързани с тях са и художниците Сотир Даскалов, Христо Йовевич от с. Широки дол, Иван Николов (Йован Иконописец) от с. Продановци и синът му Никола Образописов, Коста Вальов и синовете му Иван и Никола. Коста Геров (Антикаря) иконописец, близък приятел, помощник и зет на Никола Образописов, брат на Димитър Геров

## Дърворезба и други приложни изкуства
Най-видни самоковски резбари са преселеният грък Атанас Теладур и неговият ученик Стойчо Фандъков. В града печатат илюстровани книги и щампи Никола Карастоянов (баща), Анастас Карастоянов (син) и Георги Клинков. Там работят също гравьорите на пръстени и печати (антикари) Йованчо С. Антикар, дякон Йосиф и племенникът му Димитър Геров.

## Изследвания
- Мавродинов, Н. Изкуството на Българското възраждане. С., 1957, 71 – 76, 189 – 232, 251 – 254, 298 – 313, 345 – 350.
- Василиев, Асен. Български възрожденски майстори: живописци, резбари, строители.   София, „Наука и изкуство“, 1965. с. 313 – 476.
- Свинтила, В. Икони от Самоковската школа. С., 1979.
- Рошковска, А. Възрожденска декоративна стенопис от самоковски зографи. С., 1982.
- Гергова, И. Самоковската художествена школа и украсата на ръкописната книга. – Проблеми на изкуството, 42, 2009, кн. 2, 42 – 47.
- Генова, E. Второто поколение зографи от Самоковската живописна школа: Димитър Христов Зограф, Йоан Николов Иконописец, Костадин Петрович Вальов. С., 2012